# Гауеншильд, Фёдор Матвеевич
Фёдор Матвеевич Гауеншильд (15 января 1783 — 18 ноября 1830) — профессор немецкого языка и словесности и директор Царскосельского лицея и Благородного пансиона при нём; член-корреспондент Петербургской АН.

## Биография
Родился 15 января 1783 года в Германштадте (Трансильвания).
Получив образование в Германии (где — неизвестно), путешествовал и написал два сочинения: «Alba Julia nebst Bemerkungen uber das von Matheus von Hauenschild entdeckte romische Baad» и «Ueber das Gesundbrunnen von Borssek und das Thal von Mehadia», за которые был принят в члены Венской академии художеств. Участвовал в военных походах: в 1797 году — в корпусе Венского университета; в 1805 — в Академической гвардии в чине поручика.
С 1809 года — в Российской империи. Благодаря протекции С. С. Уварова 19 октября 1811 года был принят профессором Царскосельского лицея; при этом сохранив австрийское подданство. С 27 января 1814 года был назначен директором Благородного пансиона при лицее, а после смерти В. Ф. Малиновского, в том же году, с 13 сентября стал одновременно и директором лицея (до 11 января 1816 года). Быстро изучил русский язык и перевёл с рукописи на немецкий язык «Историю государства Российского» Карамзина. В благородном пансионе преподавал уже на русском языке.
С 16 декабря 1818 года был член-корреспондентом Петербургской академии наук с 1818 года.
Его деятельность по управлению пансионом не была успешна; он оказался плохим администратором и запутал хозяйственные дела пансиона и 27 февраля 1822 года Высочайше было повелено «директора Гауэншильда немедленно удалить от начальства над пансионом и преподавания класса в Царскосельском лицее» по причине «важных беспорядков, вкравшихся в сие заведение». В том же году он уехал из России и первоначально поселился в Дрездене, где занимался печатанием третьего тома карамзинской «Истории». В 1824 году был отправлен в Грецию на остров Корфу в качестве австрийского консула; 29 октября того же года ему поручено было заведование там же генеральным консульством (утверждён 6 декабря 1826); 8 марта 1827 года был возведён в дворянское достоинство.
В 1829 году возвратился в свой родной город Германштадт, где и скончался 18 ноября 1830 года после продолжительной болезни.